# Dykasteria ds. Duchowieństwa
Dykasteria ds. Duchowieństwa (Dicasterium pro Clericis) – wchodzi w skład aparatu administracyjnego Kurii Rzymskiej i jest jedną z szesnastu dykasterii działających przy Stolicy Apostolskiej. Od 2021 roku funkcję prefekta pełni kardynał Lazarus You Heung-sik. Zadaniem dykasterii jest sprawowanie opieki nad wszelkimi sprawami dotyczącymi duchowieństwa katolickiego oraz sprawowaniem pieczy nad synodami. Zajmuje się głównie powołaniami, dyscypliną wśród księży oraz sekularyzacją kapłanów, którzy pragną opuścić stan kapłański. 16 stycznia 2013 Benedykt XVI listem apostolskim  Ministrorum institutio – Formacja duchownych – przeniósł z Kongregacji ds. Edukacji Katolickiej do Kongregacji ds. Duchowieństwa kompetencje dotyczące formacji alumnów seminariów duchownych. Do tej dykasterii przeniesione zostało także Papieskie Dzieło Powołań Kapłańskich, działające dotąd przy Kongregacji Edukacji Katolickiej.

## Historia
Kongregacja utworzona została w 1564 roku w czasie trwania Soboru trydenckiego (Sacra Congregatio Cardinalium pro executione et interpretatione concilii Tridentini interpretum) przez papieża Piusa IV pod pierwotną nazwą Kongregacji Soborowej. Z początku do jej zadań należało jedynie czuwanie nad wypełnianiem przez duchownych ich obowiązków i sprawdzanie stopnia, w jakim wywiązują się oni z poleceń papieskich i Kurii.
Dopiero w 1588 w konstytucji apostolskiej Immensa  papież Sykstus V rozszerzył uprawnienia tego organu na stałą i ścisłą kontrolę nad duchowieństwem. Do obowiązków kongregacji doszła m.in. piecza nad całokształtem administracji duchowieństwa katolickiego, dbałość o moralność wśród księży, kontrola i utrzymywanie dóbr kościelnych (kaplic, kościołów, dzieł sztuki), jakie były własnością parafii bądź biskupstw.
W 1967 roku papież Paweł VI zmienił nazwę kongregacji na Kongregacja ds. Duchowieństwa. W 2022 roku papież Franciszek zmienił nazwę urzędu na Dykasteria ds. Duchowieństwa.

## Obecny zarząd dykasterii
- Prefekt: kard. Lazarus You Heung-sik
- Sekretarz: abp Andrés Gabriel Ferrada Moreira
- Sekretarz ds. Seminariów: wakat
- Podsekretarz: Simone Renna
- Podsekretarz pomocniczy: Enrico Massignani
- Podsekretarz pomocniczy: Eamonn McLaughlin

## Zarząd kongregacji (później dykasterii)

### Prefekci
- Giovanni Girolamo Morone (1564–1575)[7]
- Francesco Alciati (1575–1580)[7]
- Antonio Carafa (1580–1591)[7]
- Girolamo Mattei (1591–1603)[7]
- Paolo Emilio Zacchia (1603–1605)
- Francesco Maria Bourbon del Monte (1606–1607)
- Girolamo Pamphili (1607–1610)[8][9]
- Pompeio Arrigoni (1610–1616)[10]
- Orazio Lancellotti (1616–1620)
- Roberto Ubaldini (1621–1623 i 1627–1635)
- Cosimo de Torres (1623–1626)
- Bonifacio Bevilacqua (1626–1627)
- Fabrizio Verospi (1636–1639)
- Giovanni Battista Pamphilj (1639–1644)
- Francesco Cennini de’ Salamandri (1644–1645)
- Pietro Luigi Carafa (1645–1655)
- Francesco Paolucci (1657–1661)
- Giulio Cesare Sacchetti (1661–1663)
- Angelo Celsi (1664–1671)
  - Paluzzo Paluzzi-Altieri, proprefekt (1671–1673)
- Vincenzo Maria Orsini (1673–1675)
- Federico Baldeschi Colonna (1675–1691)
  - Galeazzo Marescotti, proprefekt (1691–1696)
- Giuseppe Sacripante (1696–1700)
- Bandino Panciatici (1700–1718)
- Pier Marcellino Corradini (1718–1721)
- Curzio Origo (1721–1737)
- Antonio Saverio Gentili (1737–1753)
- Mario Millini (1753–1756)
  - Giuseppe Spinelli, proprefekt (1756)
- Giovanni Giacomo Millo (1756–1757)
- Clemente Argenvilliers (1757–1758)
- Ferdinando Maria de Rossi (1759–1775)
- Carlo Vittorio Amadeo della Lanze (1775–1784)
- Guglielmo Pallotta (1785–1795)
- Tommaso Antici (1795–1798)
- Filippo Carandini (1800–1810)
- Giulio Gabrielli (1814–1820)
- Emmanuele de Gregorio (1820–1834)
- Vincenzo Macchi (1834–1841)
- Paolo Polidori (1841–1847)
- Pietro Ostini (1847–1849)
- Angelo Mai (1851–1853)
- Antonio Maria Cagiano de Azevedo (1853–1860)
- Prospero Caterini (1860–1881)
- Lorenzo Nina (1881–1885)
- Luigi Serafini (1885–1893)
- Angelo Di Pietro (1893–1902)
- Vincenzo Vannutelli (1902–1908)
- Casimiro Gennari (1908–1914)
- Francesco di Paola Cassetta (1914–1919)
- Donato Raffaele Sbarretti (1919–1930)
- Giulio Serafini (1930–1938)
- Luigi Maglione (1938–1939)
- Francesco Marmaggi (1939–1949)
- Giuseppe Bruno (1949–1954)
- Pietro Ciriaci (1954–1966)
- Jean Villot (1967–1969)
- John Joseph Wright (1969–1979)
- Silvio Oddi (1979–1986)
- Antonio Innocenti (1986–1991)
- José Tomás Sánchez (1991–1996)
- Darío Castrillón Hoyos, proprefekt (1996–1998); prefekt (1998–2006)
- Cláudio Hummes OFM (2006–2010)
- Mauro Piacenza (2010–2013)
- Beniamino Stella (2013–2021)
- Lazarus You Heung-sik (od 2021)

### Sekretarze
- Giulio Poggiani (1564–1568)
  - Achille Stazio, prosekretarz (1565–1566)
- Giovanni Paolo Marincola (1568–1575/84?)
- Lorenzo Frizoglio (1584–1590)
- Bruno Guarino (1590–1592)
- Giovanni Francesco Fagnani (1592–1613)
- Prospero Fagnani (1613–1626)
- Francesco Paolucci (1626–1657)
- Carlo de Vecchi (1657–1668)
- Stefano Brancaccio (1668–1681)
- Antonio Altoviti (1681–1689)
- Rannuzio Pallavicino (1689–1696)
- Ferdinando Nuzzi (1696–1706)
- Vincenzo Petra (1706–1715)
- Marco Antonio Ansidei (1716–1718)
- Prospero Lambertini (1718–1728)
- Antonio Saverio Gentili (1728–1731)
- Giacomo Lanfredini (1731–1734)
- Carlo Alberto Guidobono Cavalchini (1734–1743)
- Giuseppe Alessandro Furietti (1743–1759)
- Giuseppe Simonetti (1759–1763)
- Filippo Maria Pirelli (1763–1766)
- Francesco Saverio de Zelada (1766–1773)
- Francesco Carrara (1775–1784)
- Filippo Carandini (1784–1787)
- Giulio Gabrielli (1787–1801)
- Emmanuele de Gregorio (1801–1816)
- Agostino Valle (1816)
- Giovanni Francesco Falzacappa (1816–1823)
- Antonio Domenico Gamberini (1823–1825)
- Giuseppe Antonio Sala (1825–1831)
- Paolo Polidori (1831–1834)
- Giancarlo Alessi (1834–1845)
- Girolamo d’Andrea (1845–1852)
- Angelo Quaglia (1852–1861)
- Pietro Giannelli, prosekretarz (1861–1868), sekretarz (1868–1875)
- Giacomo Cattani (1875–1877)
- Isidoro Verga, prosekretarz (1877–1878), sekretarz (1878–1884)
- Camillo Santori (1884–1888)
- Flaviano Simoneschi (1888–1889)
- Lorenzo Salvati (1889–1895)
- Beniamino Cavicchioni, prosekretarz (1895–1899), sekretarz (1899–1903)
- Gaetano de Lai, prosekretarz (1903), sekretarz (1903–1907)
- Basilio Pompilj (1908–1911)
- Oreste Giorgi (1911–1916)
- Giuseppe Mori (1916–1922)
- Bernardo Colombo (1922–1923)
- Giulio Serafini (1923–1930)
- Giuseppe Bruno (1930–1946)
- Francesco Roberti (1946–1958)
- Pietro Palazzini (1958–1973)
- Maximino Romero de Lema (1973–1986)
- Gilberto Agustoni (1986–1992)
- Crescenzio Sepe (1992–1997)
- Csaba Ternyák (1997–2007)
- Mauro Piacenza (2007–2010)
- Celso Morga Iruzubieta (2010–2014)
- Joël Mercier (2014–2021)
- Andrés Gabriel Ferrada Moreira (2021–nadal)

## Dokumenty
- Dyrektorium ogólne o katechizacji. Poznań: Wydawnictwo Pallottinum, 1997, s. 262, seria: Katechizm Kościoła Katolickiego. ISBN 83-7014-299-0.

Dyrektorium mówi o naturze katechezy oraz o normach i kryteriach właściwego rozumienia i wykonywania posługi ewangelizacyjnej Kościoła. Ukazuje też powiązanie katechezy z Objawieniem Bożym i z jego przekazywaniem, czyli ewangelizacją. Wskazuje na Katechizm Kościoła Katolickiego jako podstawowy tekst dla przedstawiania wiary oraz dla opracowania katechizmów lokalnych.
- Dyrektorium o posłudze i życiu kapłanów. Wyd. 2. Poznań: Wydawnictwo Pallottinum, 2003, s. 111. ISBN 83-7014-472-1.

Dokument dotyczy relacji duszpasterzy i wiernych. Mówi o tym jak więź wspólnoty zawiązana pomiędzy kapłanami i świeckimi, wsparta autentyczną troską i modlitwą, może stać się trwałym fundamentem życia Kościoła.
- Kapłan – szafarz Miłosierdzia Bożego. Pomoce dla spowiedników i kierowników duchowych. Tarnów: Wydawnictwo Diecezji Tarnowskiej BIBLOS, 2011, s. 70. ISBN 978-83-733296-7-6.

Dokument napisany na osobiste polecenie papieża Benedykta XVI zbiera wielowiekowe doświadczenie posługi duchowej kapłanów i, umieszczając je w kontekście współczesności, daje wskazówki, jak być spowiednikiem i kierownikiem duchowym w dzisiejszych czasach.